# ماندوريا
مَندورية أو (نقحرة: ماندوريا) (بالإيطالية: Manduria)‏ هي بلدية في مقاطعة طارنت في إقليم بولية الإيطالي.

## السكان
في سنة 1861 بلغ عدد السكان 8٬286 نسمة، وتطور العدد ليصل في سنة 2011 لـ 30٬921 نسمة.
يظهر هذا المخطط البياني تطور النمو السكاني لـ مندورية

## أعلام
- أرخيداموس الثالث